# 马来西亚房屋及地方政府部
马来西亚房屋及地方政府部（马来文：Kementerian Perumahan dan Kerajaan Tempatan），缩写为 KPKT，是马来西亚联邦政府的一个部门，负责房屋政策、地方规划、地方政府、废料管理等事务。该部的职责是确保地方政府有效率地管理和提升服务素质，以及为全民带来可负担房屋。其总部设在行政中心布城内，现任地方政府发展部长是希望联盟民主行动党的倪可敏。

## 历史
1964年5月24：马来西亚地方政府及房屋部
1971年至1978年：房屋部、地方政府及联邦直辖区部
1978年7月18日：马来西亚房屋及地方政府部
2013年5月15日：城市和谐、房屋及地方政府部
2018年5月21日：马来西亚房屋及地方政府部
2022年12月2日：马来西亚地方政府发展部
2023年12月：马来西亚房屋及地方政府发展部

## 组织架构
地方政府发展部长为马来西亚房屋及地方政府部的最高政务官，由马来西亚首相委任，并由1名同样为政务官的副地方政府发展部长辅助。
秘书长是马来西亚房屋及地方政府部的最高事务官，并由3名副秘书长分管大部分内设机构。
- 部长
  - 副部长
  - 秘书长
    - 副秘书长（规划及可持续环境）
      - 城市可持续及绿色环境处
      - 策略规划及国际处

    - 副秘书长（房屋及社区和谐）
      - 社区和谐处
      - 执行及工程服务处
      - 房屋规划处
      - 社区负债管制处

    - 副秘书长（管理及发展）
      - 财务及采购处
      - 信息技术处
      - 管理服务处
      - 人力资源处
      - 会计处
      - 发展处

    - 秘书长直属
      - 法律处
      - 内部审计科
      - 廉政科
      - 组织通讯科（公关科）

### 附属联邦政府机构
1. 马来西亚消防及拯救局
2. 城市及乡村规划局
3. 地方政府局
4. 国家房屋局
5. 国家景观局
6. 地方政府发展训练学院
7. 房屋及分层管理仲裁庭

### 附属法定机构
1. 国家固体废料管理机构
2. 一个马来西亚人民房屋计划机构

### 附属官联公司
1. 国家房屋公司
2. 城市和谐卓越中心